# Inkeroinen (quartier)
Inkeroinen est un quartier et une zone statistique d'Anjalankoski à Kouvola en Finlande .

## Description
Le quartier d'Inkeroinen est bordé par le fleuve Kymijoki à l'ouest.
La zone statistique d'Inkeroinen comprend également le village d'Anjala.
Le quartier d'Inkeroinen abrite de nombreux bâtiments comme l'Église d'usine d'Inkeroinen conçue par Birger Federley, la Patinoire d'Inkeroinen, la cartonnerie d'Inkeroinen et la résidence Tehtaanmäki conçues par Alvar Aalto ou la gare d'Inkeroinen.
L'école de Tehtaanmäki a ausi été conçue par Alvar Aalto et c'est un édifice protégé.
Au milieu du paysage des rapides Ankkapurha , entre Anjala et Inkeroinen, sont construits le plus ancien des bâtiments de production de la zone industrielle d'Inkeroinen, la cartonnerie en briques de 1887 (A.M. Hedbäck) et la centrale hydroélectrique conçue par les architectes Sigurd Frosterus et Ole Gripenberg, construite en 1921-1922. 
La première machine à carton en fonctionnement continu de Finlande est conservée dans l'ancienne usine de carton d'Inkeroinen, dont les intérieurs ont été conservés dans leur forme d'origine, a été rénovée et peut être visitée par le public.
Les quartiers voisins sont Keltakangas, Anjala et Sippola.

## Galerie

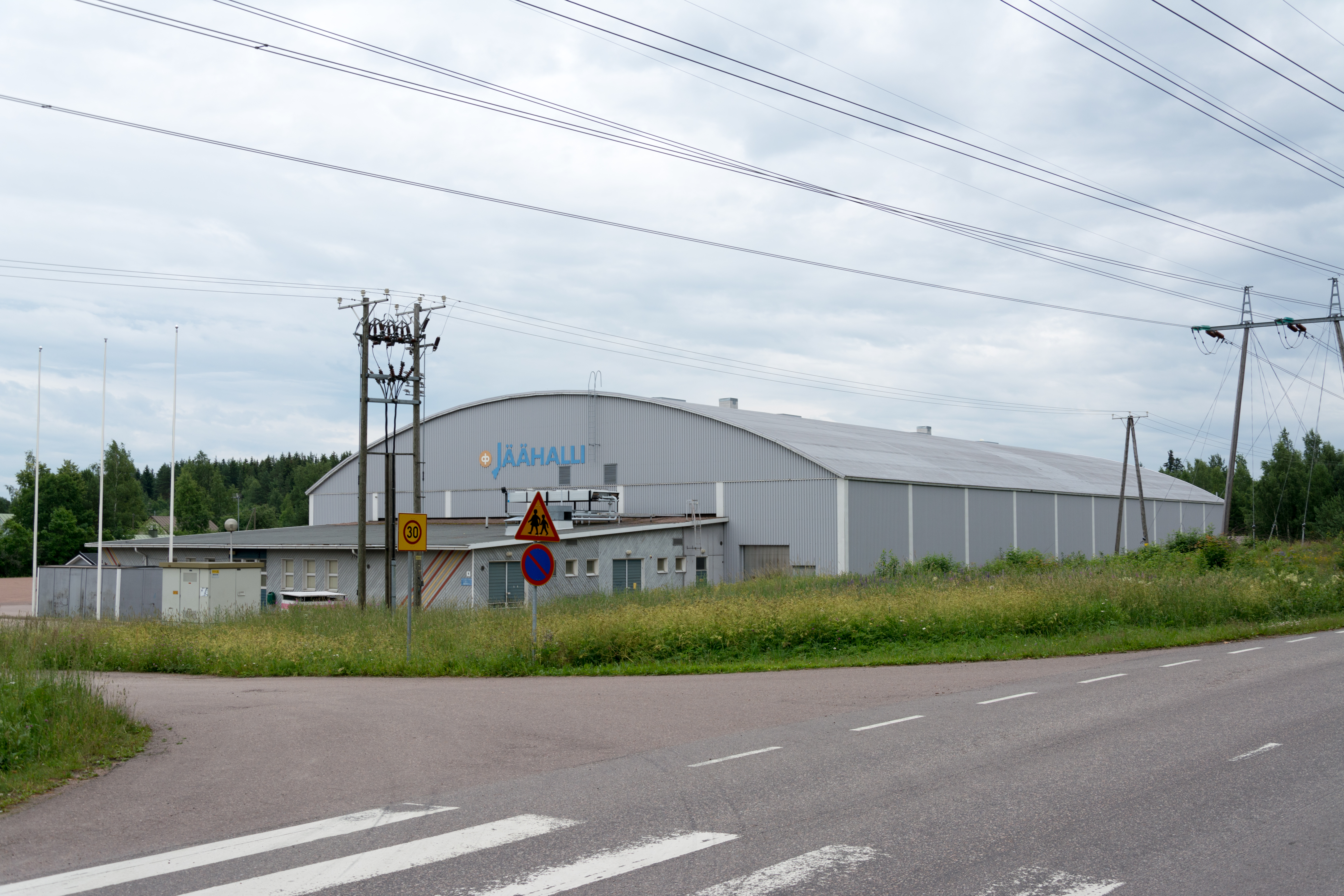
Patinoire d'Inkeroinen
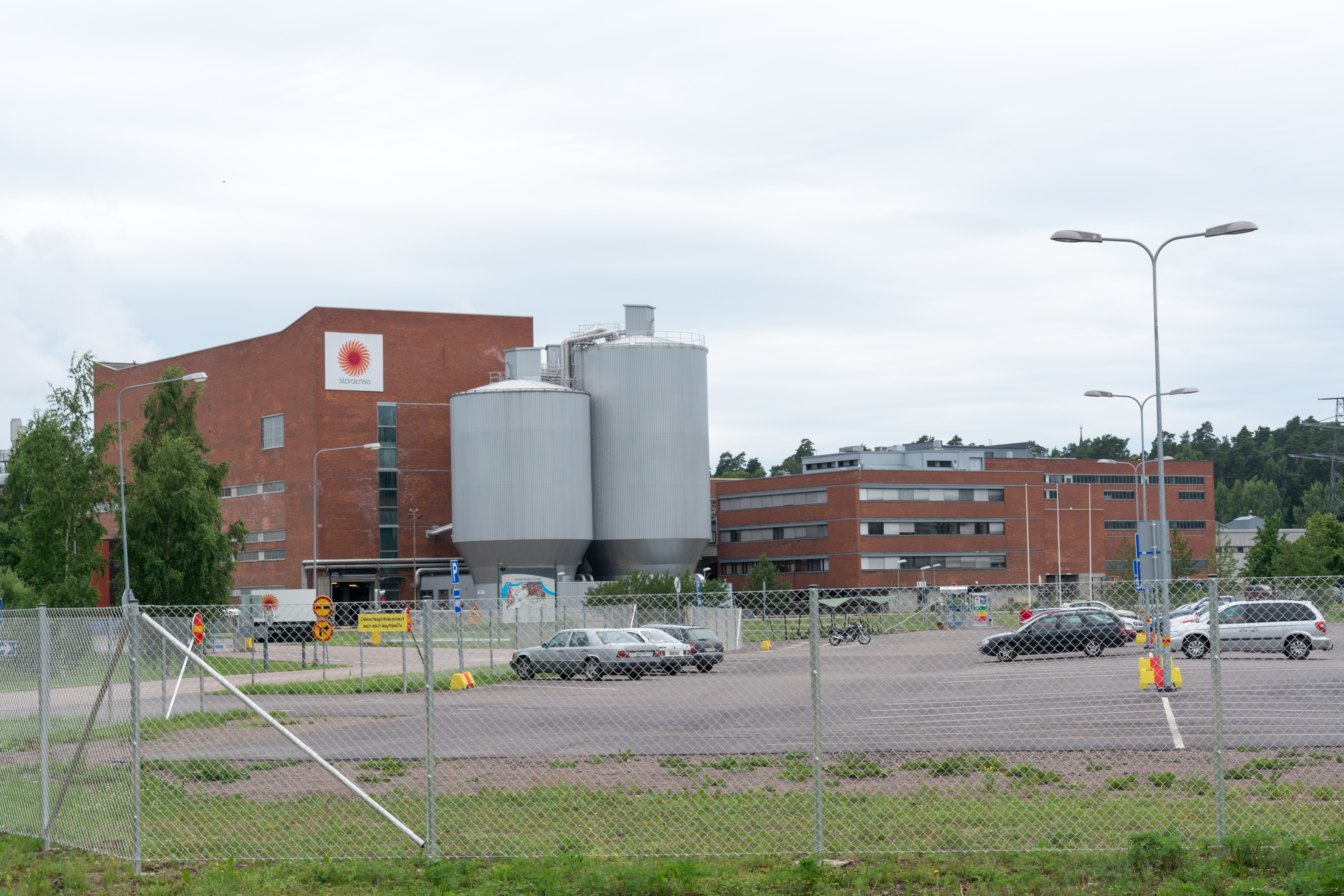
Cartonnerie d'Inkeroinen conçue par Alvar Aalto.
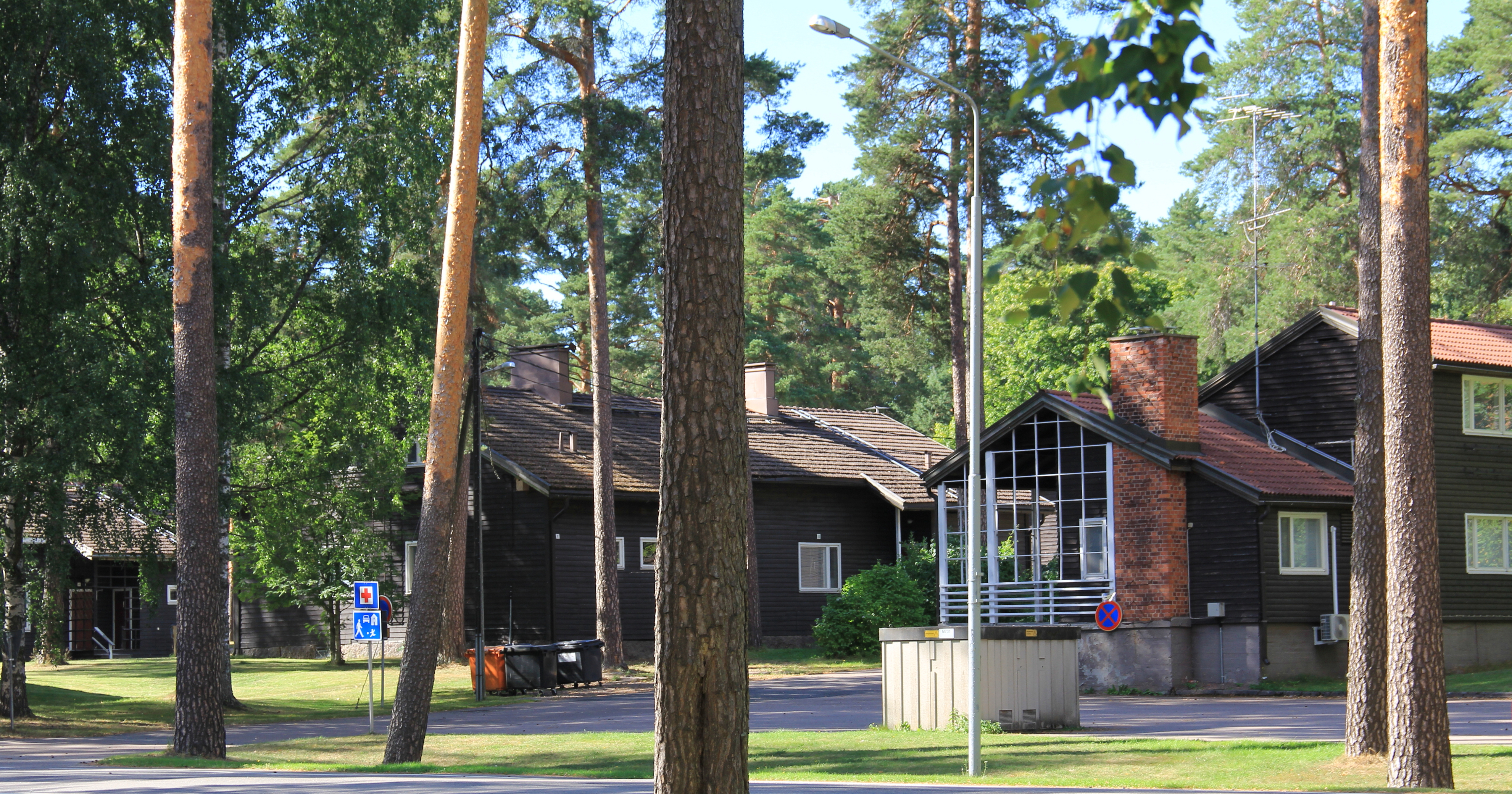
Tehtaanmäki conçue par Alvar Aalto.
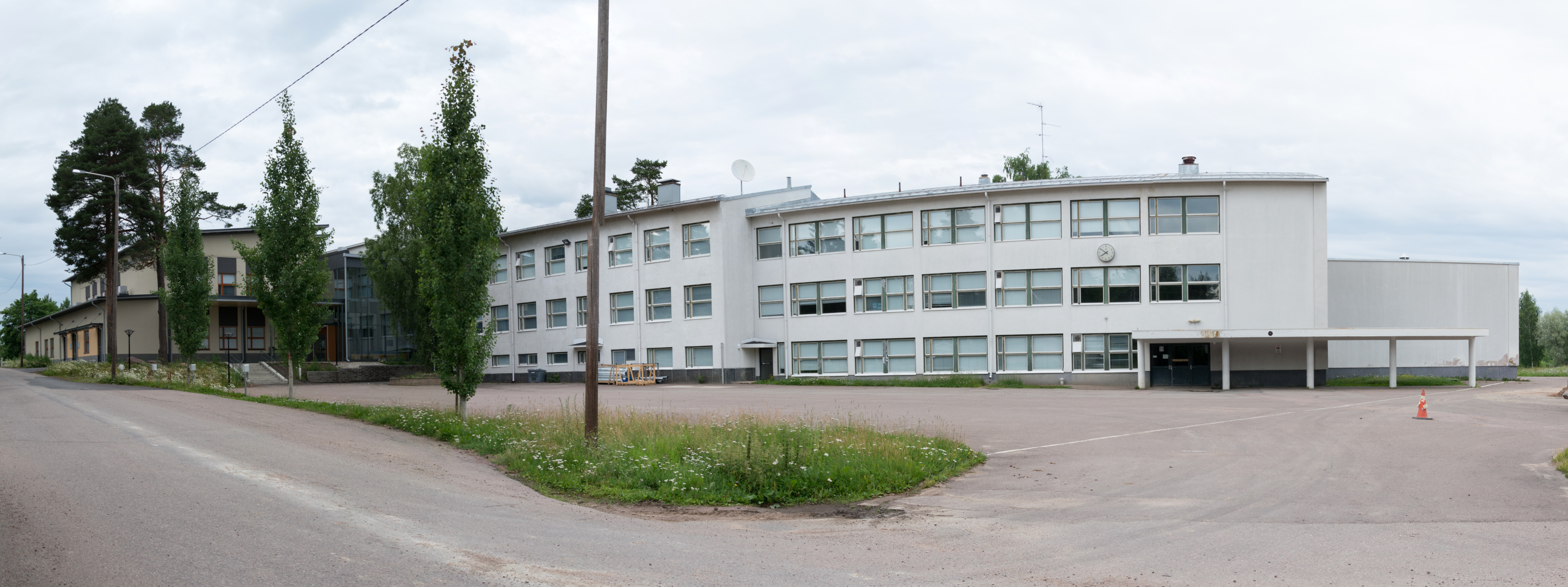
École d'Inkeroinen.
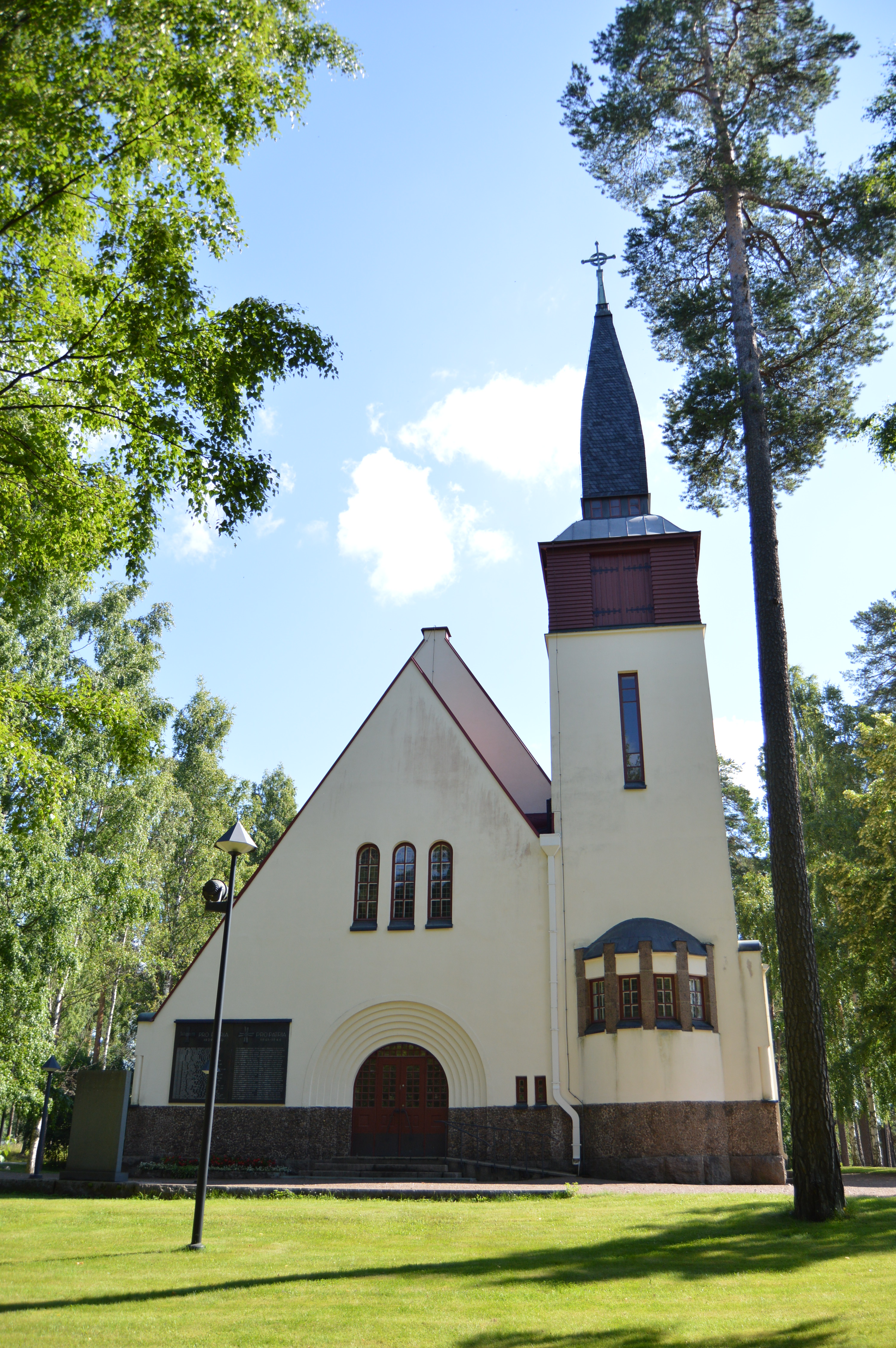
Église d'usine d'Inkeroinen